# Mabuya macrophthalma
Mabuya macrophthalma är en ödleart som beskrevs av  Mausfeld och BÖHME 2002. Mabuya macrophthalma ingår i släktet Mabuya och familjen skinkar. Inga underarter finns listade i Catalogue of Life.